# Prokhladni (Labinsk)
|  | Per a altres significats, vegeu «Prokhladni». |

Prokhladni - Прохладный (rus) és un possiólok del krai de Krasnodar, a Rússia. Es troba a la vora dreta del Labà, afluent del riu Kuban. És a 5 km al nord de Labinsk i a 141 km a l'est de Krasnodar.
Pertany a la ciutat de Labinsk.